# Pont suspendu Nicolas
Le Pont suspendu Nicolas (ou pont Nikolaïevsky) est un pont suspendu par des chaînes, qui franchissait le Dniepr à Kiev entre 1855 et 1920.

## Aperçu
Ce pont, conçu par l'ingénieur britannique Charles Blacker Vignoles, fut lancé sur le Dniepr entre 1848 et 1853. Avec une portée de 776 m, c'était alors le plus long pont d'Europe. Une maquette en argent de cet ouvrage d'art fut exposée à l'Exposition universelle de 1851 à Londres.
Il fut dynamité par les troupes polonaises en retraite au cours de la guerre soviéto-polonaise (1920). Reconstruit d'après les croquis qu'Eugène Paton en avait fait, il était remis en service dès 1925 sous le nom de pont Yevgenia Bosch. Paton avait toutefois modifié considérablement sa structure, et l'avait relevé de plusieurs mètres.
Le 19 septembre 1941, ce pont fut à nouveau détruit par les troupes soviétiques en retraite, et cette fois ne fut pas reconstruit. Le pont ferroviaire du métro de Kiev a repris son emplacement en 1965.

## Voir également
- historique du pont de chaînes et photos anciennes sur le Site du Kiev historique
- Цветное изображение моста